# Pedro Parente
Pedro Pullen Parente, né le 21 février 1953, est un homme politique brésilien, et un ingénieur en électrotechnique. Il est nommé à la tête de l'entreprise d'État brésilienne Petrobras 31 mai 2016.